# 米格尔·巴塞洛

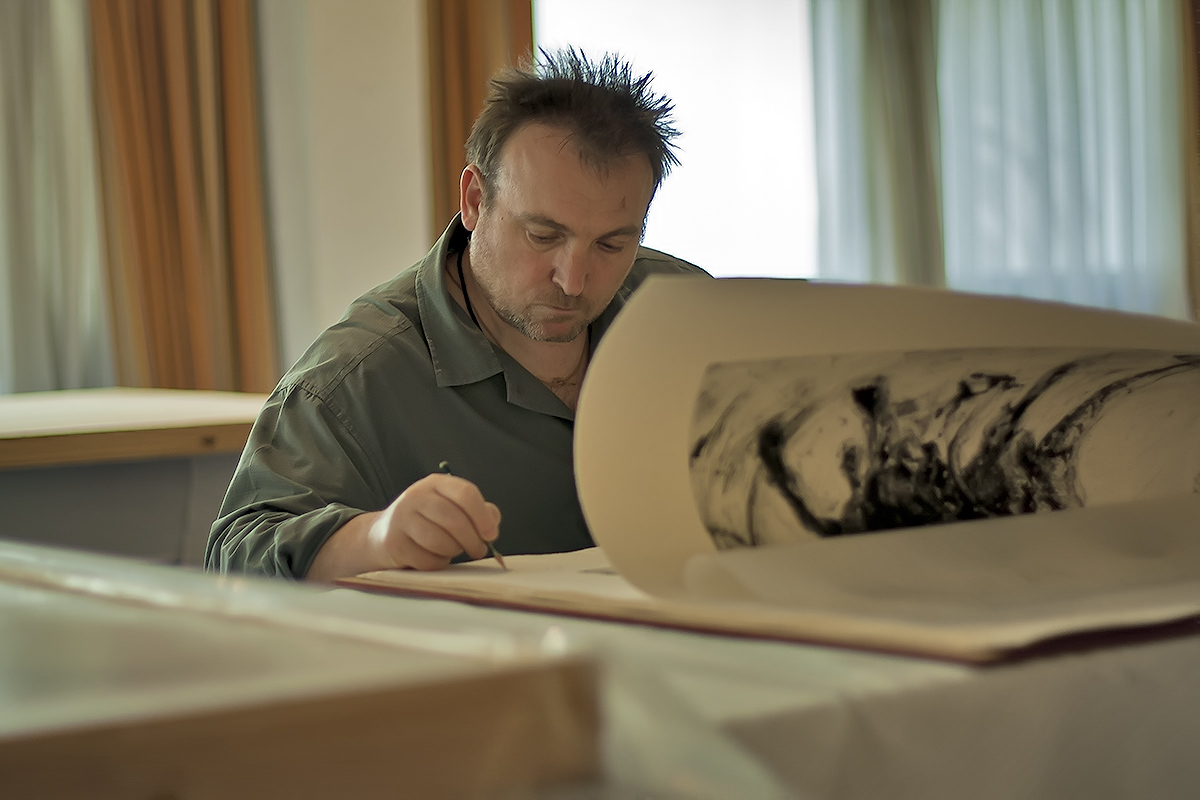
米格尔·阿蒂格，攝於2011年

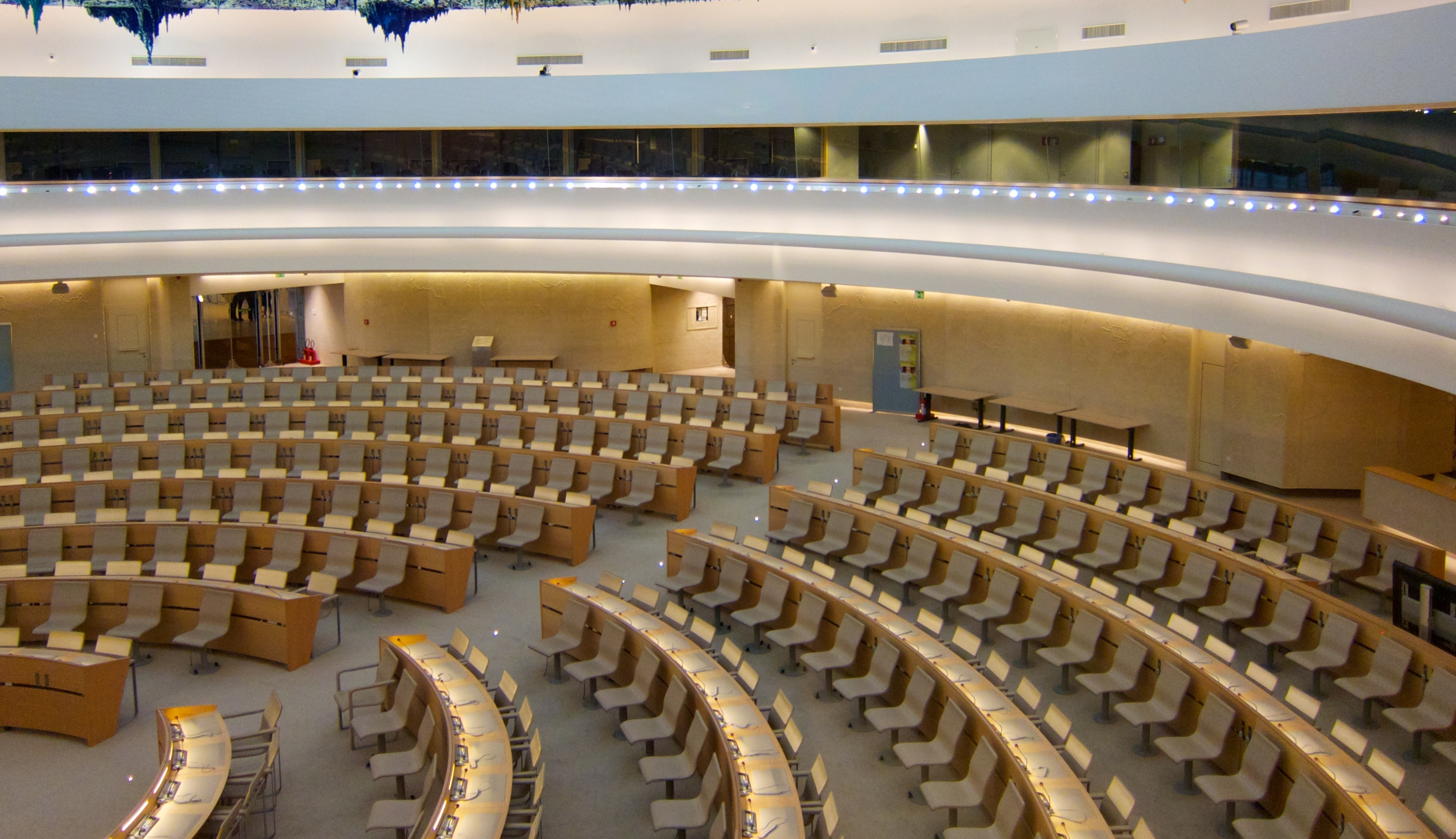
日内瓦联合国人权厅中米格爾·巴塞洛製作的藝術屋頂裝飾

米格尔·巴塞洛·阿蒂格（西班牙語：Miquel Barceló Artigues，1957年—），西班牙画家，出身於马略卡费拉尼奇。

## 传记
1970年到巴黎的游历使他认识了非主流藝術，对他早期发布的作品有很大的影响。是“疯人店”（Taller Lunátic）的成员。曾于1972年开始在帕尔马装饰艺术学院（la Escuela de Artes Decorativas de Palma de Mallorca）学习。1974年转到巴塞罗那圣乔治艺术学校（la Escuela de Bellas Artes de Sant Jordi de Barcelona）学习，但是很快就放弃了他的学业。
在参与了1981年圣保罗双年展后开始为人所知，在1982年第七届卡塞尔文献展中，鲁迪·福克斯（Rudi Fuchs）对其进行了介绍。从此以后他的作品出现在最知名的国际展中，被认为是80年代西班牙艺术的主要成果之一。
1986年获得西班牙国家造型艺术奖（Premio Nacional de Artes Plásticas de España）1988年在马里建立了他的工作室，同时在世界各地的重要展览中展出他的作品。这里面突出的有1996年在巴黎蓬皮杜艺术中心自主精心策划的回顾展。
2003年，获得阿斯图里亚王子艺术奖 （Premio Príncipe de Asturias de las Artes），是西班牙最重要的艺术奖之一。
2004年在卢浮宫博物馆为衬托〈神曲〉而展示了他画的多幅水彩画，成为第一个能在卢浮宫里展出作品的在世当代艺术家。
2008年，他在马拉加当代艺术中心（el Centro de Arte Contemporáneo de Málaga）展出了84件在非洲制作的作品，并经发展协助基金（Fondos de Ayuda al Desarrollo）邀请为日内瓦联合国人权厅（la Sala de los Derechos Humanos de la ONU）装饰圆顶，被媒体争相报道。
目前主要居住在巴黎、马略卡和非洲马里。
在马德里和巴塞罗那的巴塞罗那储蓄与退休金管理所论坛（el caixaforum）可以在“1983-2009 组织的孤独 米格尔·巴塞洛回顾展”（"Miquel Barceló. 1983-2009. La solitude organisative"）中看到25年来该艺术家的作品。

## 作品

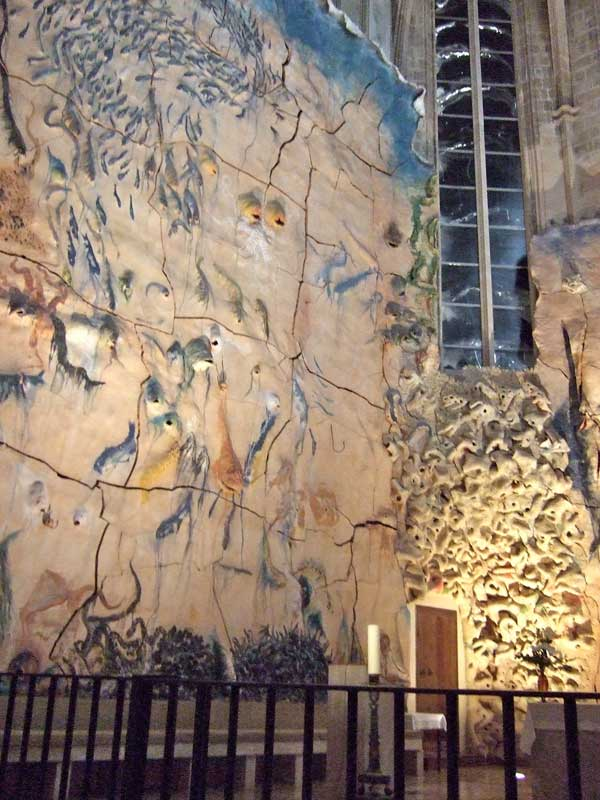
帕尔马圣玛利亚大教堂（La Seu）的雕塑

七十年代末期以市场上的动物为主题的象征性的巨幅绘画受到了琼·米罗 （Joan Miró），行为派绘画（action painting）、杰克逊·波洛克（Jackson Pollock）、安东尼·塔皮埃斯、概念艺术（arte conceptual）和 涩艺术（art brut）的影响。
之后涉足更多于传统结合的绘画，因此在图书馆、博物馆和电影院出现了一系列强迫透视，密集绘画处理的作品。
在他的作品的特点中，我们必须强调来自自然的灵感，通过使用填充剂和大量的暗色达到效果。地中海和非洲对他有重要的影响，在非洲马里的一次发现使得人物和沙漠生活的作品在他近年的作品中成就较高。常常反映了艺术家对大自然的忧虑，及对时间的推移和起源的思考。
他的作品近期变得更难以理解和抽象。2007年3月，他用粘土制作的祈祷室在马略卡大教堂开幕。其中包括两个场景：海的果实和土地的果实。2007年5月他开始了日内瓦联合国人权委员会穹顶的装饰工作。该厅用于举行人权理事会会议，并将被称为人权和文明联合厅。
文学也是他的灵感源泉之一。他曾创作书的插图，并且常为他的作品集编写序言。于2007年9月开始制作的《西班牙共和报》（Público）的报头图片也是该马略卡人的作品。

## 书目
- Dante Alighieri; ilustrada por Miquel Barceló. . Barcelona: Galaxia Gutenberg. 2002. ISBN 978-84-8109-418-3.

- Dante Alighieri; ilustrada por Miquel Barceló. . Barcelona: Galaxia Gutenberg. 2003. ISBN 978-84-8109-419-0.

- Dante Alighieri; ilustrada por Miquel Barceló. . Barcelona: Galaxia Gutenberg. 2003. ISBN 978-84-8109-420-6.